# (21580) Portalatin
(21580) Portalatin est un astéroïde de la ceinture principale.

## Description
(21580) Portalatin est un astéroïde de la ceinture principale. Il fut découvert le 17 septembre 1998 à la station Anderson Mesa par le programme LONEOS. Il présente une orbite caractérisée par un demi-grand axe de 2,90 UA, une excentricité de 0,06 et une inclinaison de 3,0° par rapport à l'écliptique.

## Compléments